# 森戶知沙希
森戶知沙希（2000年2月19日—）栃木縣出身，隸屬演藝經紀公司J.P ROOM Inc。2014年11月以Country Girls成員身分正式出道，後於2017年6月兼任早安少女組。（第14期成員），而Country Girls已於2019年12月完全停止活動，故其已完全移籍到早安少女組。已於2022年6月20日從早安少女組畢業，在籍時間接近五年。
血型A型，身高152cm，應援色為白色（在Country Girls時則為橙色）。

## 個人經歷

### 地方偶像時期
2006年
- 小學一年級開始學習舞蹈，一直到中學三年級為止都有持續在學習。

2011年
- 曾為群馬縣邑樂郡大泉町為主要活動據點的在地偶像團體CoCoRo學園的。

2013年
- 6月16日，以CoCoRo學園的身份，發行了首張單曲。

2014年
- 參加了早安少女組。'14「黃金」audition，最終合宿審查前落選。
- 11月1日，從CoCoRo學園畢業。

### Hello! Project
- 11月5日，被選為Country Girls的新成員。

2015年
- 3月25日，以Country Girls名義發行首張單曲專輯《惹人疼愛對不起喔 / 戀愛小偷》，主流出道。

2016年
- 3月25日，參加舞台劇演出。
- 7月3日，就任。

2017年
- 2月19日，發行第一本個人寫真集《森戶知沙希》。
- 6月26日，於「Hello!Station 號外版」發表移籍早安少女組。並兼任Country Girls成員。
- 7月15日，早安家族夏季演唱會首次合流，亦於TBS音樂之日作為新體制的早安少女組。電視表演初披露。

2020年
- 2月5日，森戶知沙希歌唱時常常難以發聲而就醫，後被診斷為聲帶結節，在休養復原期間的表演中都只跳舞而不唱歌。

2022年
- 6月20日，自早安少女組畢業。

## 人物
- 因為朋友的影響下進入了舞蹈學校訓練，2011年開始在群馬的地方偶像團體CoCoRo学園活動。
- 有個相差2歲的姊姊，也曾是CoCoRo學園的成員。
- 中學時加入過網球社。
- 可謂是早安家族中數一數二的可愛，相當容易害羞，害羞時耳朵會變紅，因而常被隊友及粉絲戲弄，在的歌詞中也有提到。
- 尊敬的前輩為鞘師里保，也因為這個原因而參加了早安少女組。的徵選會；而喜歡的前輩則是飯窪春菜。
- 參加早安少女組徵選會落選後被選進了Country Girls並於2015年3月正式出道，隨後於2017年6月開始兼籍早安少女組。，雖然是14期成員，但由於與12期成員為同一時間出道，所以彼此間以平輩相待。
- 除了Country Girls的成員以外，與羽賀朱音也相當親密。
- 早安家族中喜歡的歌曲為「任性 隨和 愛的玩笑」、「What is LOVE?」與「LOVE MACHINE」，而「結橘末完」是最喜歡的歌曲。
- 喜歡的偶像為BABYMETAL中同學年的菊地最愛。
- 最喜歡吃哈密瓜。
- 喜歡的舞蹈為爵士舞、Hip Hop，也會給予後輩舞蹈上的建議。
- 特技是跳舞；興趣是看LIVE表演、聽音樂；喜歡的顏色是紅色、橙色、黃色；喜歡的運動是籃球。
- 座右銘是（只要努力就一定會有回報）。

## 出演

### TV
- （2017年4月6日（第620回） - 、栃木電視台）

### 舞台劇
- （2016年3月25日 - 4月3日、東京、池袋シアターグリーン BIG TREE THEATER / 5月28日、29日、大阪、ABCホール） - 幸子 役
- （2018年6月1日-6月10日、サンシャイン劇場、2018年6月15日-6月17日、大阪メルパルクホール）－アリ 役

### DVD
- Greeting〜森戶知沙希〜（2015年9月8日、UP-FRONT WORKS）
- Chisaki in Paradise（2017年6月28日、zetima/UP-FRONT WORKS）

## 寫真集
- 2017年2月19日 - 《森戶知沙希》（ワニブックス、攝影：西條彰仁）

## 外部連結
- モーニング娘。'25 （页面存档备份，存于） - ハロー!プロジェクト オフィシャルサイト
- モーニング娘。'25 森戸知沙希プロフィール （页面存档备份，存于） - ハロー!プロジェクト オフィシャルサイト
- 森戸知沙希｜モーニング娘。'25 13期・14期オフィシャルブログ （页面存档备份，存于） - Ameba Blog
- 森戸知沙希｜カントリー・ガールズオフィシャルブログ （页面存档备份，存于） - Ameba Blog
- 森戶知沙希的Instagram帳戶